# Millérite
Cet article concerne le minéral. Pour les adeptes d'un mouvement religieux, voir Millérisme.
La millérite est une espèce minérale composée de sulfure de nickel de formule NiS, pouvant contenir des traces de fer, de cobalt ou de cuivre.

## Historique de la description et appellations

### Inventeur et étymologie
La millérite a été décrite par Wilhelm Karl Ritter von Haidinger en 1845 et nommé en hommage au minéralogiste anglais William Hallowes Miller (1801-1880).

### Topotype
Joachimsthal, Bohème, Tchéquie.

### Synonymie[3]
Le terme international est millerite (sans accent), selon l’IMA.
- archise,
- capillose (terme commun avec la marcassite),
- nickel pyrite,
- trichopyrite

### Cristallographie

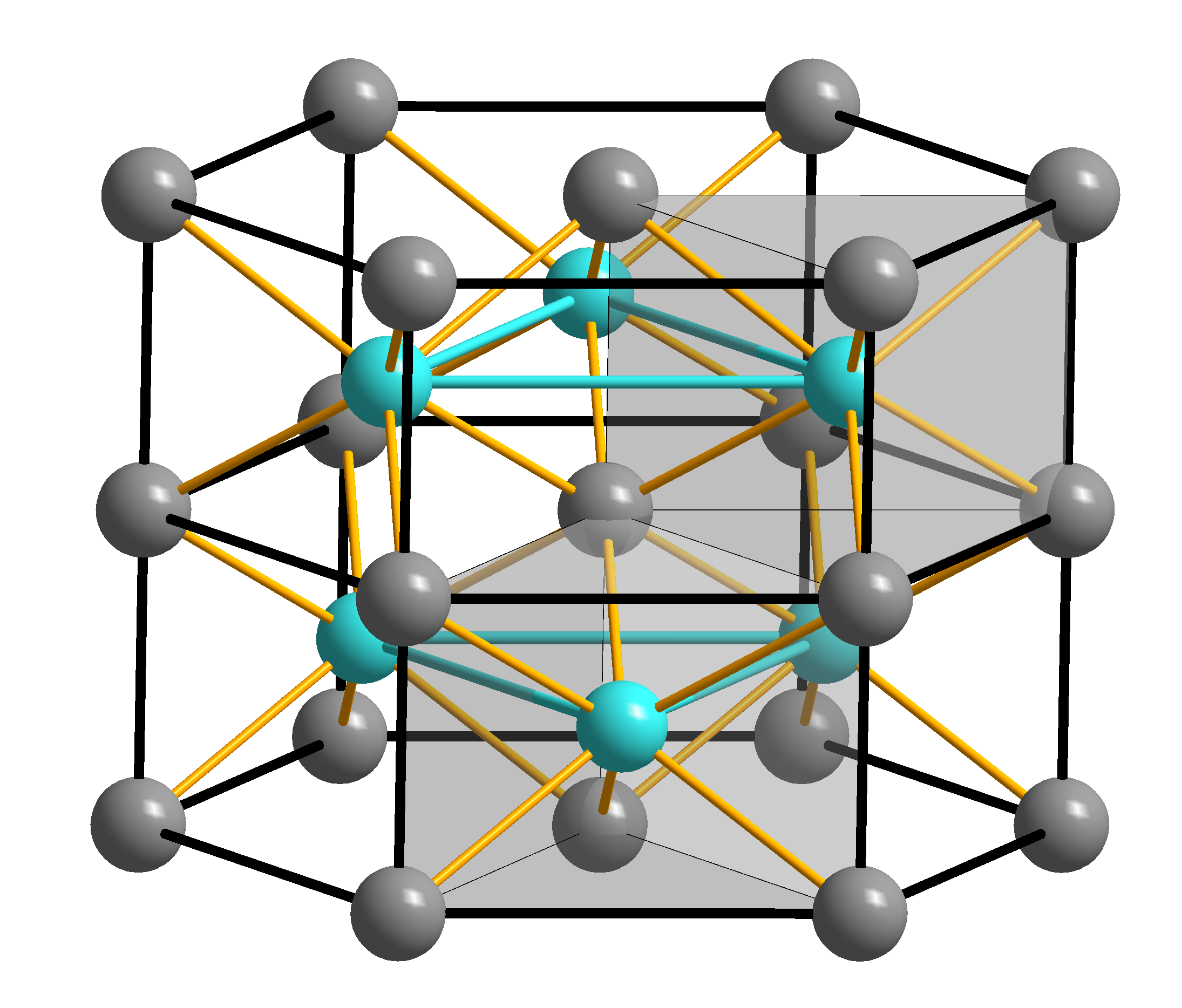
Structure cristalline de la millérite

- Elle cristallise dans le système rhomboédrique.
- Paramètres de la maille conventionnelle : a = 9.62, c = 3.149, Z = 9 ; V = 252.38
- Densité calculée = 5,37

### Propriétés physiques
- Les cristaux se présentent généralement en aiguilles groupées en touffes. Elle peut aussi se trouver sous forme de masses compactes, fibroradiées.
- Ce minéral est d'une couleur allant du jaune laiton au jaune bronze

## Gîtes et gisements

### Gîtologie et minéraux associés
Gîtologieminéral de basse température dans les cavités des dolomites et dans les dépôts de sulfures. Elle se trouve dans des veines d'hématite et de sidérite, dans des roches calcaires, dolomitiques, serpentineuses, ou même dans des dépôts de charbon ou dans des géodes de quartz.
Minéraux associéselle est fréquemment associée aux norites et peut être accompagnée d'autres sulfures, pyrrhotite, chalcopyrite et d'arséniures de nickel.

### Gisements producteurs de spécimens remarquables
- Allemagne

Siegen, Hesse
- Autriche

Breitenau, Hochlantsch, St. Jakob-Breitenau, Fischbacher Alpen, Steiermark,
- Canada

Poudrette, Mont Saint-Hilaire, Québec
Timagami, Ontario
Manitoba
- États-Unis

Keokuk, Iowa
Gap Mine (Gap Nickel Mine), Gap, Bart Township, Lancaster Co., Pennsylvanie
- France

Mine de Ceilhes, Hérault
Mine de Pyrite à Chabannes, Dordogne
Mine de Coustou, Vielle-Aure dans la vallée d'Aure, Hautes-Pyrénées
Carrière de Canari (Albo), Bastia, Haute-Corse.
Carrière de Bergenbach, Fellering dans la vallée de Thann, Haut-Rhin
- Espagne

Mine Eugenia, Bellmunt del Priorat, Tarragone
- Tchéquie

Jakimov, Bohême

## Exploitation des gisements
UtilisationsMinerai de nickel.

## Galerie

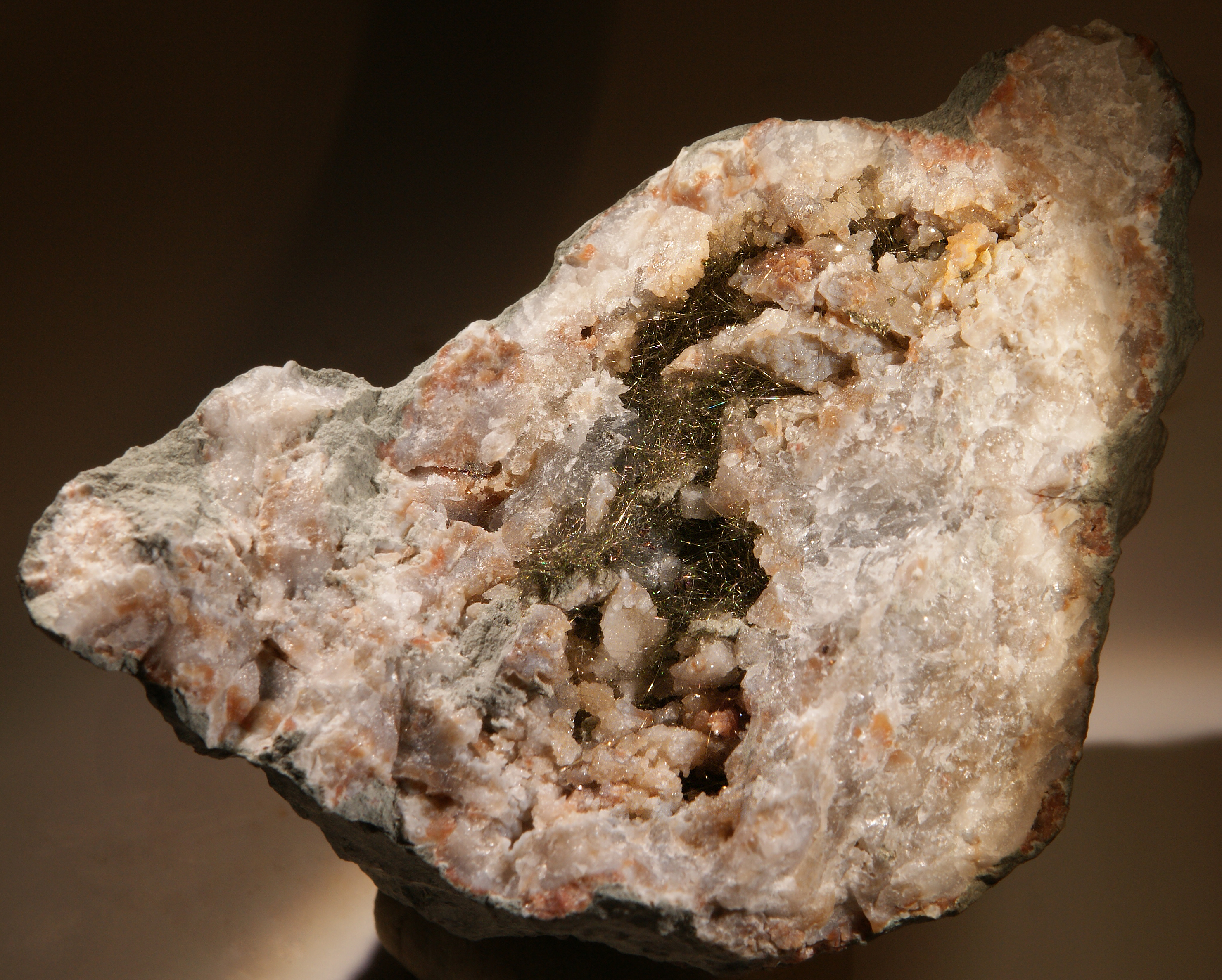
Millerite - mine Sterling, New York, États-Unis
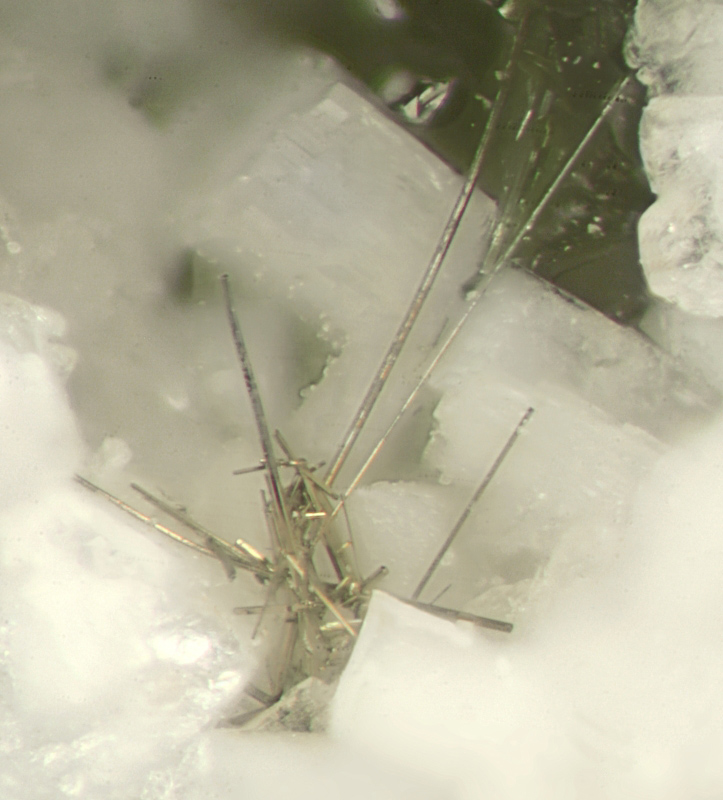
Carrière de Poudrette, Mont Saint-Hilaire, Québec
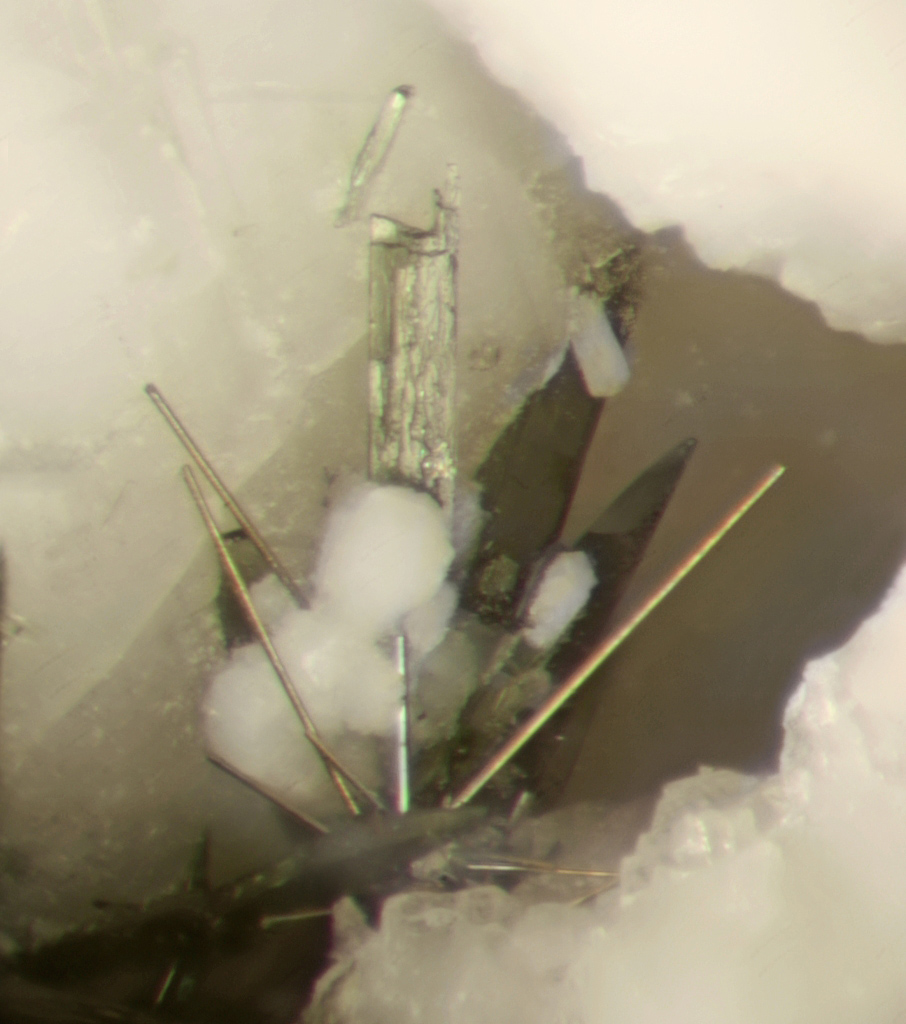
Carrière de Poudrette, Mont Saint-Hilaire, Québec
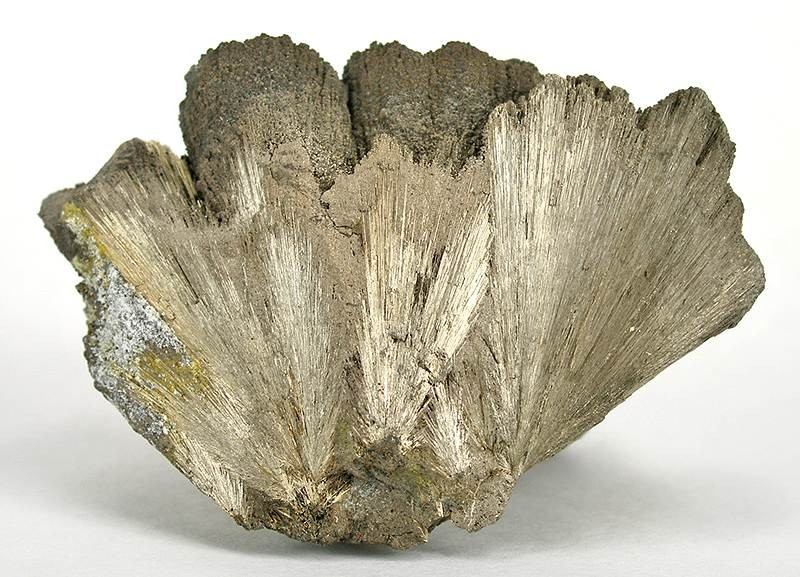